# Национальный карильон

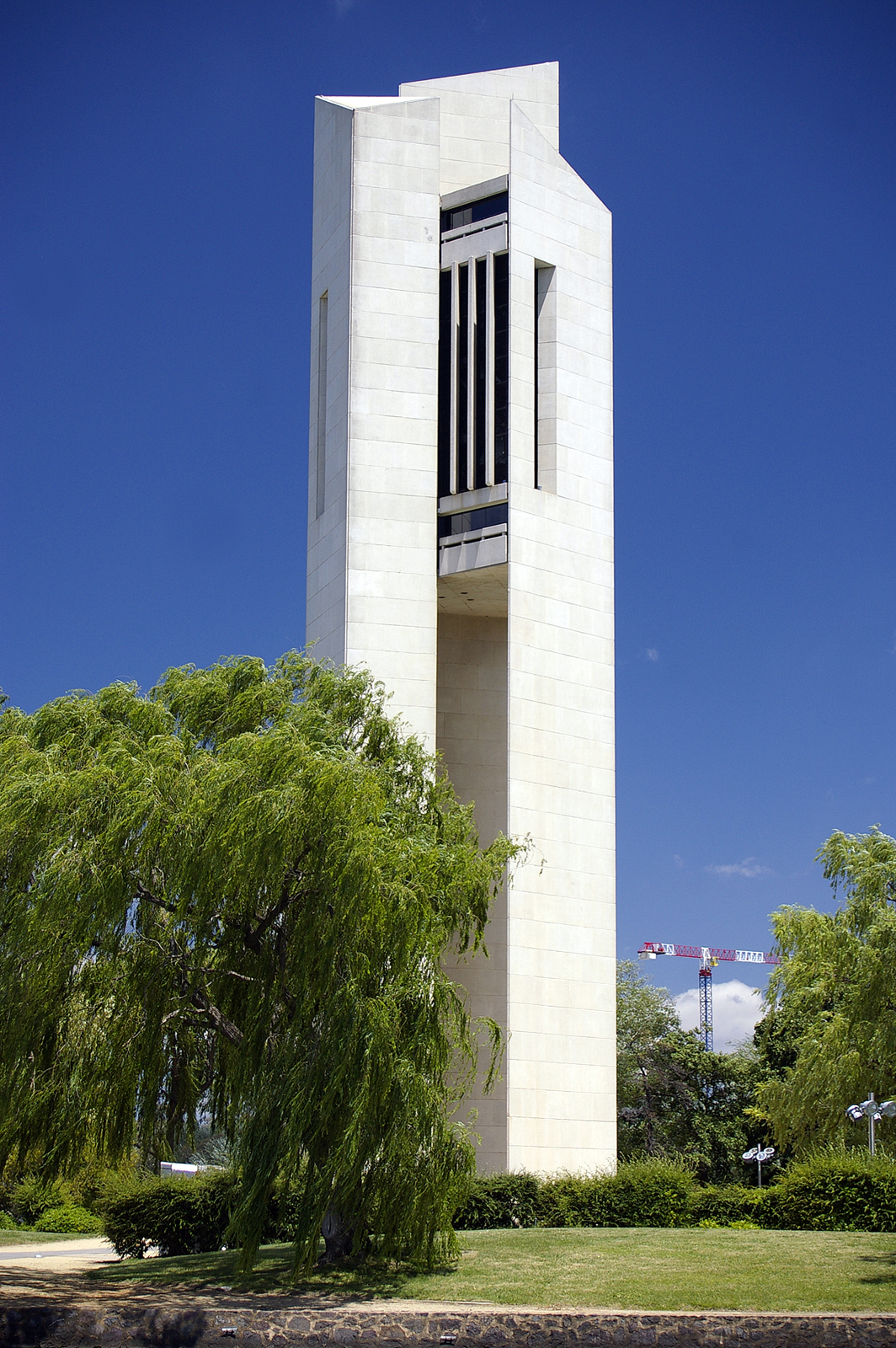
Фотография Национального карильона

Национальный карильон в Канберре — механический музыкальный инструмент, карильон, расположенный на острове Королевы Елизаветы II (в прошлом — Аспен) в центре Канберры, содержится властями Австралийской столичной территории.
Карильон должен иметь не менее 23 колоколов, Национальный карильон в Канберре имеет 55 колоколов (до 2003 года их было 53) весом от 7 килограммов до 6 тонн. Диапазон звучания колоколов охватывает четыре с половиной октавы.
Каждые четверть часа он отмечает боем, а каждый час исполняет короткую мелодию. Наилучшие места для слушания звучания карильона — примерно в 100 метрах от него, но звучание можно услышать и на гораздо бо́льшем расстоянии — в Парламентском треугольнике, Кингстоне и Сити.

## История
Карильон был преподнесён в дар народу Австралии правительством Великобритании в честь 50-летия столичного статуса Канберры и был официально открыт королевой Елизаветой II 26 апреля 1970 года. Проект 50-метровой башни Национального карильона был разработан австралийскими архитекторами.
В 2004 году карильон был отремонтирован изнутри, и в набор его колоколов были добавлены ещё два колокола.

## Архитектурный комплекс
В состав архитектурного комплекса также входят сооружения для проведения небольших мероприятий и церемоний на открытом воздухе с видом на озеро Бёрли-Гриффин и центр Канберры.
На прилегающей к карильону территории возведён Национальный Мемориал рабочих с тем, чтобы его посетители могли слышать звучание карильона, которое напоминало бы им об ушедших близких.